# Søren Busk
Søren Thomas Busk (* 10. April 1953 in Glostrup) ist ein ehemaliger dänischer Fußballspieler.

## Spielerkarriere
Busk begann seine Karriere 1973 bei Glostrup IC. Nach drei Jahren in Glostrup wechselte er 1976 nach Deutschland zu Westfalia Herne. Nach drei Jahren in Deutschland ging Busk in die Niederlande zum MVV Maastricht. Nach weiteren drei Jahren in den Niederlanden ging es weiter nach Belgien zu KAA Gent. Beim KAA gewann er 1984 den belgischen Pokal. In der Saison 1985/1986 spielte er wieder in den Niederlanden bei MVV Maastricht. In der nächsten Saison spielte er ein Jahr in Frankreich beim AS Monaco. Danach versuchte er sich noch ein Jahr in Österreich beim Wiener Sport-Club, ehe er in der darauffolgenden Saison bei Herfølge BK seine Karriere ausklingen ließ.
International spielte er 61 Mal für Dänemark und erzielte zwei Treffer. Er nahm an der Europameisterschaft 1984 in Frankreich teil, wo Dänemark im Halbfinale ausschied. Außerdem nahm er an der Weltmeisterschaft 1986 in Mexiko (aus im Achtelfinale) und bei der Europameisterschaft 1988 in Deutschland (aus in der Gruppenphase) teil.

## Erfolge
- Belgischer Pokalsieger: 1984